# معركة 13 يناير1797
```
كانت معركة 13 يناير 1797 معركة بحرية بسيطة جرت بين سفينة فرنسية من الخط وبين فرقاطتين بريطانيتين قبالة ساحل بريتاني خلال حروب الثورة الفرنسية. وأثناء العمل، تفوقتت الفرقاطة على السفينة الفرنسية الأكبر حجماً وقادتها إلى الشاطئ في أعالي البحار، مما أدى إلى وفاة ما بين 400 و 1000 شخص من بين 1300 شخص كانوا على متنها. كما فقدت واحدة من الفرقاطات البريطانية في الاشتباك مع ستة من البحارة غرقوا بعد أن ركضوا على رمال رمادية بينما فشلوا في الفرار من شاطئ لي.
```

## المغادرة من بريست

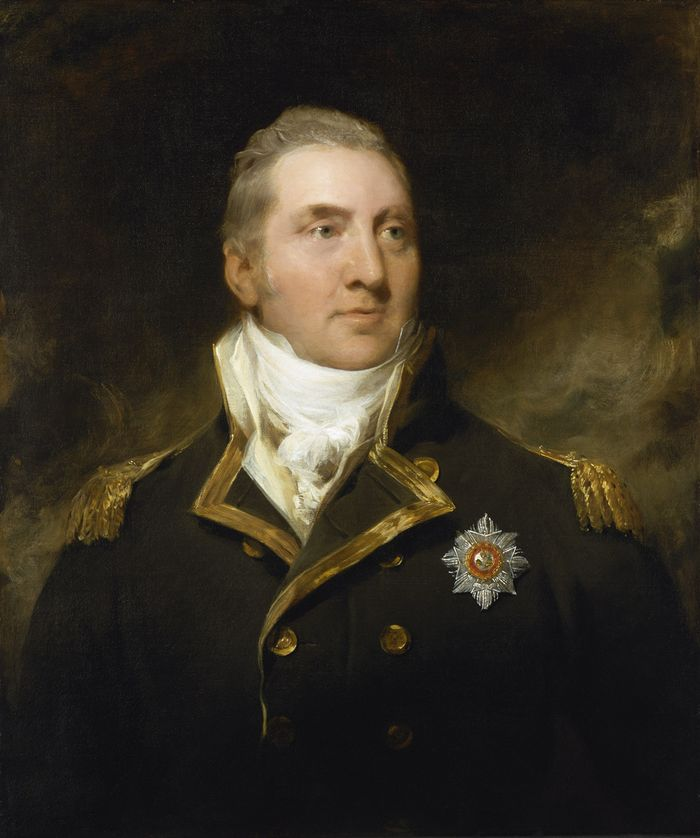
السير إدوارد Pellew من قبل توماس لورانس, 1797

واثناء مراقبة الاسطول الفرنسي وهو يغادر من الميناء عند الغسق، بعث اللورد ادوارد بيللو بتحذيرات مع فويبو الي الاسطول الرئيس بقيادة الادميرال  كولبوي ونظيره امازون في منطقة  بورتسموث، وذلك قبل وصول الاسطول الذي لا يتكلل الي مدخل ميناء بريست بغية تعطيل تحركات الفرنسين. هذا وقد حاول داغاليس عبور اسطوله من قناة راز دي سين، وذلك لاعتقاده بان براجات القوة البريطانية العظمي ستكون أول المتقدمين بالخليج على الرغم من ان هذه القناه كانت ممر ضيق وصخري غير ثابت  وخطير لذلك استخدم دي غالس الفرقيطات ك منارات مؤقتة تضئ انوارا زرقاء وتشعل المفرقعات  لترشد الاسطول من خلال الممر. وهذا ما لاحظه بيللو، لذا ابحر بلا تعب مباشرة من خلال الاسطول الفرنسي مطلقا صواريخ وانوارا مضيئة علي ما يبدوا بشكل عشوائي ولذلك نجح في ارباك الضباط الفرنسيين، كما ادي الي اصطدام السفينة الفرنسية (سديوسانت) بالصخرة جراند ستفنينت واغراقها بخسارة أكثر من 680 شخص من اصل 1300. واضيف علي ذلك ان مشاعل الإغاثة قد تسببت في في ارباك اسطول سفينة سديوسانت وتاجيل عبور السفينة حتي الغسق. وبهذا اكتملت مهمة بيللو في مراقبة العدو، لذا قام بسحب اسطوله الي فالماوث وارسل تقرير الي الاميرالية البريطانية عن طريق تلغراف سيمافور، كما اصلح سفنه.

## فشل حملةايرلندا
حاول الجيش الفرنسي بشكل متكرر خلال نهاية شهر ديسمبر من عام 1796 وبداية شهر يناير من عام 1797 ان يرسو بسفنه في ايرلندا. في البداية كانت الرحلة البحرية المؤلفة من باخرة الاخوية التي تحمل دي غاليس وهوغ منفصلة عن السطول الرئيس ومتاخرة عن موعدها في مدينة ميزنهيد، لذلك قرر الدميرال بوفيت والعقيد جروشي محاولة الإرساء في مدينة بانتري باي بدون قيادتهم  ولكن الطقس الشديد  جعل من المستحيل الإرساء في هذا المكان ولذلك انتظر الاسطول  لاكثر من اسبوع في العاصفة لدرجة ان بوفيت اهملت الغزو في 29 من ديسمبر، وبعد محاولات قليلة وفاشلة للهبوط في منتصف نهر شانون امر الدميرال بوفيت والعقيد جروشي  سفنه المتناثرة بالعودة الي بريست. واثناءالمهمة وتقهقر الجيش، أكثر من 11 سفينة حطموا أو اثروا بخسارة الاف البحارين  والجنود.   

وبحلول 13 يناير تراجع معظم الناجيين من الاسطول الي فرنسا في حالة سيئة ماعدا سفينة دريتوث دي ل هوم وهي واحدة من هذه السفن التي ظلت في البحر وكانت بقيادة العميد البحري جان باتيست رايموند دي لاكروس الذي حمل معه بالسفينة أكثر من 1300 شخص من بينهم 700الي 800 جندي وكان بينهم أيضا العميد جاين هامبرت[./Action_of_13_January_1797#cite_note-CNP177-13 [13]] . وقد انفصلت هذه السفينة من الهيكل الرئيسي للاسطول خلال التقهقر من مدينة بانتري باي لذلك اتخذ لاكروس طريقه الي نهر شانون مكتشفا بذلك ان الطقس ما زال عنيفا للإرساء هناك وبذلك علم بفشل المهمة وامر السفينة بالعودة الي فرنسا اثرا اثناء رجوعه القرصنة التفويضية البريطانية في طريق كمبرلاند.

## مطاردة
كان بيللوغير تعب اثناء عودته الي بريست حيث كان مصطحبا معه امازون تحت قيادة الكابتنروبرت كارثيو رينولدز، بينما كان بقية الاسطول يتتبع حركة الفرنسين بلا نجاح وهذا ما جعل بيللو يتمكن من تصليح سفنه وامدادها في مدينة فالماوث حتي تتمكن البارجات من الاكتمال باحسن الجيوش ويستعدوا للمعركة. وفي تمام الساعة الواحدة من يوم 13 يناير كانت السفن البريطانية قد وصلت ال جزيرة اوشانت المليئة بالضباب الكثيف وهذا ماجعل من الصعب استطلاع السفينة الاخري الراسية في هذا الضباب وقد كان من الواضح ان هذه السفينة كانت سفينة دريتوث دي ل هوم. وفي نفس الوقت كانت المنارات علي السفن الفرنسية تستطلع السفن البريطانية ولذلك واجه لاكروس مشكلة الطقس وعدم اتصاله بالعدو وقد علم ان سفينته كانت بعيدة بشكل كبير عن معارضيه ولكنه حينها لاحظ شراع من ناحية الغرب فاعتقد انها من الممكن ان تكون السفن البريطانية فاعتبر نفسه محاطا من قبل اعداد فائقة.
ولم تظهر أي من الارشيفات البريطانية ان الزوارق اللبريطانية كانت في المنطقة المحيطة في هذا الوقت ولذلك من المحتمل ان يكون لاكروس قد راي سفن الثورة وسفن الاخوية عائدين الي بريست من مدينة بانتري باي. بالضافة الي ان لاكروس كان مهتم بالنوبات العاصفية الشديدة وبشواطي الصخرية هناك وهي التي عرضت زورقه الي خطر محدق والذي كان بالفعل مدمر من قبل بسبب الرحلات الشتوية كما انه يحمل الويه نصف مدمرة من الجيش الفرنسي وجان هامبرت ولذلك لم يستطيع أي منهم ان يصمد لهذا الخطر ولهذه الاحداث البحرية الغير منطقية. 
العزم على تجنب المعركة، لاكروس تحول جنوب شرق آسيا، على أمل أن استخدام أوسع انتشار الإبحار إلى تجاوز خصمه في الرياح القوية. بيللو، ومع ذلك، ناور إلى قطع دريتوث دي ل هوم  من الساحل الفرنسي، في هذه المرحلة لا يزال غير متأكد من طبيعة خصمه. كما مطاردة المتقدمة، الطقس، التي كانت عنيفة طوال الشهر السابق، ساءت. المحيط الأطلسي عاصفة اجتاحت اوشانت الرأس، يقود عاصفة ثلجية شرقا والجلد البحر في حالة مضطربة، مما يجعل التوجيه والتصويب أكثر صعوبة. في الساعة 16:15, اثنين مندريتوث دي ل هوم  اندلعت في الرياح القوية. هذا تباطأ بشكل كبير السفينة الفرنسية، وسمح بيللو، الذي كان قد اعترف خصمه مثل سفينة فرنسية الخط وثيق مع دريتوث دي ل هوم .
بيللو كان علي علم بأن له الفرقاطة بشدة تفوق من قبل صاحب أكبر بكثير الخصم، الأمازون والتي كان 8 ميل بحري (15 كـم) من بعيد، لم تكن كبيرة بما يكفي لإعادة التوازن عندما لم تصل. وقال انه صحيح يفترض أن المحيط كان قاسيا جدا للسماح لاكروس إلى أقل ميناء البندقية دون خطر الثقيلة موجات من شأنه أن يدخل عليهم ويسبب دريتوث دي ل هوم إلى مؤسس. في الواقع، السفينة الفرنسية تماما غير قادر على فتح لها الطابق السفلي ميناء البندقية
أثناء العمل: تصميم غير عادي ميزة قد الموانئ 14 بوصة (36 سـم) أقل من الطبيعي نتيجة لذلك البحر سكب أي محاولة فتحها، ومنع أي المدفعية في كل من الطابق السفلي والنصف السفينة النيران. على الرغم من أن هذا خفض عدد من البنادق المتاحة على السفينة الفرنسية، لاكروس لا يزالون محتجزين في ميزة من حيث الحجم والوزن من النار والقوى العاملة. الفرنسي كان الوضع سوءا ومع ذلك من فقدان الصاري: تسبب هذه السفينة لفة بشدة في أعالي البحار أنه كان أصعب بكثير على حد سواء لتوجيه السفينة إلى الهدف المدافع من على السفن البريطانية.
في مفاجأة من لاكروس وضباطه، لا يعرف الكلل لم تراجع من السفينة من على خط المرمى ولم تمر السفينة من على خط المرمى في المدى الطويل إلى ليوارد كما هو متوقع. بدلا من ذلك، في 17:30، بيللو مغلقة مع مؤخرة دريتوث دي ل هوموفتح نبش النار. لاكروس تحولت لمواجهة التهديد وفتح النار مع البنادق في الطابق العلوي يرافقه الثقيلة تسديدة من بندقية اطلاق النار من الجنود على متنها. بيللوثم حاول سحب قدما من دريتوث دي ل هوم وأشعل النار القوس لها، لاكروس التي وردت من خلال محاولة الوصول العشوائي لا يعرف الكلل. لا مناورة ناجحة، كما دريتوث دي ل هوم حققت السفينة البريطانية ولكن تسبب الضرر قليلا حيث أن معظم من النار متناثرة في المحيط.
لا يعرف الكلل و دريتوث دي ل هوم تناور حول بعضها البعض، وتبادل إطلاق النار عندما يكون ذلك ممكنا حتى 18:45، عندما الأمازون وصل. خلال هذا التبادل، واحدة من دريتوث دي ل هوم المدفع انفجار، مما تسبب في خسائر فادحة على معبأة سطح السفينة. تقترب أكبر السفينة الفرنسية مع جميع الشراع انتشار رينولدز مغلقة داخل مسدس طلقة قبل نبش دريتوث دي ل هوم. لاكروس رد على هذا التهديد الجديد من خلال المناورة لتحقيق كل السفن البريطانية لمواجهة غربا جانب من سفينته، وتجنب أن تصبح المحاصرين في تبادل لاطلاق النار. استمرت المعركة حتى الساعة 19:30, عند كل من امازون و لا يعرف الكلل سحبت بعيدا عن الخصم متسرعة الإصلاحات. 20:30، فرقاطات قد عاد إلى أبطأ بكثير السفينة الفرنسية وبدأ النسيج أمام دريتوث دي ل هوم'ق القوس، مرارا وتكرارا يخدش لها. لاكروس على نحو متزايد محاولات يائسة لضرب السفن البريطانية كانت كلها ناجحة وقليلا ما النار مدفع انه لم يتمكن من نشر كانت غير فعالة، كما هو المتداول من السفينة خط منعت موثوقة التصويب.
p.
مع عدم وجود مساعدات ممكنة من الشاطئ، سقط الليل في 14 يناير / كانون الثاني مع بقاء معظم الطاقم والركاب على متنها. خلال الليل، طغت الموجات في (مؤخرة السفينة)، مما أدى إلى إغراق الكثير من الأجزاء الداخلية. في صباح يوم 15 يناير، تمكن قارب صغير يحمل تسعة سجناء بريطانيين (جزء من طاقم كامبرلاند، تم الاستيلاء عليه من قبل حقوق الإنسان في وقت سابق من الحملة) من الوصول إلى الشاطئ. وقد أدى مشهد القارب الذي يحرسه البريطانيون إلى الشاطئ إلى إطلاق مجموعة من الطوافات الصغيرة من الحطام على أمل الحصول على الشاطئ. ومع ذلك ازدادت الأمواج مرة أخرى، ولم تنجو إحدى هذه المركبات الصغيرة من المرور.
بحلول صباح 16 يناير، كانت البحار لا تزال قاسية، في حين أن الجوع والذعر قد استولوا على الحطام. عندما أطلقت طوفان كبيران يحملان الجرحى، امرأتان وستة أطفال خلال فترة هدوء في الجو، سارع أكثر من 120 رجلاً من الرجال الذين تم استسلافهم لركوبها. أدى ذلك إلى زيادة حمولة الطائرة بشكل كبير، وفي غضون دقائق، ضربت موجة كبيرة الطوافة الثقيلة وقلبتها، مما أدى إلى غرق جميع ركابها. وبحلول المساء، بدأ الناجون الباقون، دون طعام أو مياه عذبة، بالاستسلام للتعرض، وغرق ضابط واحد على الأقل في محاولة يائسة للسباحة إلى الشاطئ. طوال الليل، تجمع الناجون على الأجزاء الأقل تعرضًا للبدن، وعلى أمل استنزاف الموت عن طريق الجفاف، شربوا ماء البحر، أو البول، أو الخل من برميل صغير كان قد طاف من الصندوق. في صباح يوم 17 يناير شهد في النهاية انخفاضا في العاصفة ووصولا لبحرية البحرية الفرنسية الصغيرة. هذه السفينة لا يمكن أن تقترب دون مخاطر التأريض لكنها أرسلت قواربها إلى حطام على أمل إنقاذ الناجين.انضم في وقت لاحق في اليوم من قبل القاطع.
على حقوق الإنسان، كان العديد من الناجين أضعف من أن يصلوا إلى القوارب، وسقط عدد من الرجال من البدن وغرقوا في المحاولة. لم يتمكن الكثيرون من العثور على مكان في القوارب الصغيرة، وتم إنقاذ 150 رجلاً فقط في 17 يناير. في صباح اليوم التالي، عندما عادت القوارب، وجدوا 140 فقط من الناجين غادروا، على الأقل بعد أن مات العديد منهم مرة أخرى أثناء الليل. آخر شخصين غادروا السفينة كانوا القائدين الجنرال همبرت والكومودور لاكروس. تم أخذ الناجين إلى بريست، وتم تغذيتهم وارتداء ملابسهم وتلقي العلاج الطبي. تم إطلاق سراح جميع السجناء الناجين من كمبرلاند وعادوا إلى بريطانيا، اعترافًا بجهودهم لإنقاذ الأرواح من غرق السفينة.

## ذكرى الحطام

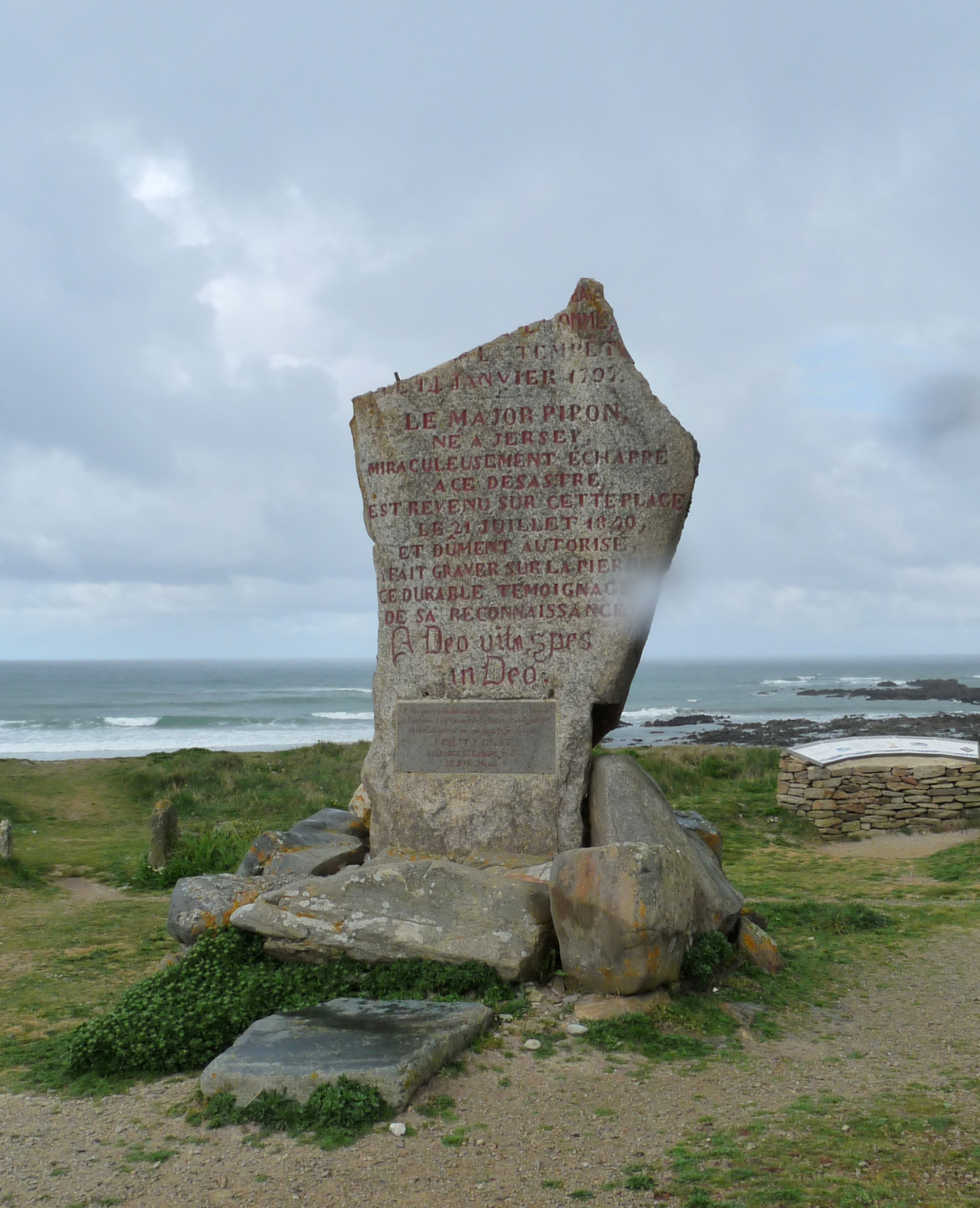

يصعب حساب عدد الضحايا الفرنسيين بالضبط، ولكن من أصل 1300 شخص على متن سفينة حقوق الإنسان، من المعروف أن 103 منهم قد ماتوا في المعركة، وأنقذ ما يزيد عن 300 منهم من الحطام، مما يشير إلى وفاة ما يقرب من 900 رجل على متن السفينة الفرنسية بين صباح يوم 14 يناير وصباح يوم 18 يناير. ومع ذلك، يشير مصدر فرنسي إلى أن ما يصل إلى 500 شخص آخر من الطاقم تم إنقاذهم من الحطام على يد الحافليين المتكبريين وقطعة ايجيلا في 17 و 18 يناير. وهذا من شأنه أن يعطي حصيلة من حوالي 400 فقط. ومنزل مع نقش محفور في عام 1840 يعطي عدد القتلى من ستمائة.
خسر الأمازون ثلاثة في المعركة وستة في حطامها، مع 15 جريحًا، في حين أن لا هوادة لا يفقد رجل واحد قتل، ويعاني من 18 جريحًا فقط. من المحتمل أن يكون التناقض في الخسائر أثناء الحركة بسبب الصعوبة الشديدة التي واجهها الطاقم الفرنسي في تصويب أسلحتهم بسبب عدم استقرار السفينة في البحار الهائجة.
تم تبادل رينولدز وضباطه من أجل الأسرى الفرنسيين بعد عدة أسابيع، وفي المحاكمة العسكرية الروتينية التي تحقق في فقدان سفينتهم تم تبريرها بشرف «مع كل شعور من أعلى درجات إقرار المحكمة». تم تعيين رينولدز بعد ذلك في فرقاطة معهد هارفارد الطبي بومون. تم ترقية كبار الضباط من كل الفرقاطة إلى القائد ورأس المال (تم توزيع المال على أساس عدد طاقم العدو وحصل عليها عندما تم تدمير السفينة المهزومة) بين الطاقم. بقي في قيادة من لا يعرف الكلل قبالة بريست لمدة سنة أخرى، واستولت على عدد من السفن التجارية الفرنسية. تمت ترقيته في وقت لاحق عدة مرات، وبحلول نهاية الحروب النابليونية في عام 1815 أصبح اللورد إكسماوث، القائد العام لأسطول البحر الأبيض المتوسط. لم تنجو رينولدز من الحرب، حيث ماتت في حطام سفينة المعمل عام 1811. لم تتعرض لكروس وهامبرت للرقابة بسبب فقدان سفينتهما: فقد تم ترقيته إلى الأدميرال، ثم أصبح سفيرًا في أسبانيا فيما قادت همبرت المحاولة التالية والفاشلة على حد سواء لغزو أيرلندا، مستسلمة في معركة باليناموك عام 1798.
في بريطانيا، تم الإشادة بالعمل في ذلك الوقت ومنذ ذلك الحين: وصف اللورد الأول من الأميرالية اللورد سبنسر العملية بأنها «مأزق لم أكن أؤمن به من قبل من قبل تاريخنا البحري». يقول المؤرخ جيمس هندرسون عن العمل: «لقد كان عملاً من صنع السلاح والبحار مثلما لم يحدث من قبل، ولم يحدث مرة أخرى أبدًا»، ووصفه ريتشارد وودمان بأنه «عرض مذهل من السفن البحرية من قبل جميع المعنيين في الظلمة بالتناوب وضوء القمر في ليلة صاخبة». بعد خمسة عقود، كانت المعركة من بين الأعمال التي تعترف بها ميدالية الخدمة العامة البحرية، مع شظايا «لا يمكن تهيئتها 13 جاني. 1797» و «أمازون 13 جاني. 1797»، تم منحها عند تقديمها إلى جميع المشاركين البريطانيين الذين ما زالوا يعيشون في عام 1847. 

## Notes
1. ↑  Woodman, p. 84.
2. ↑  Henderson, p. 22.
3. ↑  James, p. 10.
4. ↑  Parkinson, p. 177.
5. ↑  Woodman, p. 86.
6. ↑  James, p. 11.
7. ↑  Henderson, p. 23.
8. ↑  Woodman, p. 87.
9. ↑  Gardiner, p. 159.
10. ↑  James, p. 12.
11. ↑  Woodman, p. 88.
12. ↑  Henderson, p. 24.
13. ↑  Clowes, p. 303.
14. ↑  Henderson, p. 25.
15. ↑  Pipon in Tracy, p. 169.
16. ↑  James, p. 19.